# 地象
地象（ちしょう、英語: terrestrial phenomenon）は、地震及び火山現象並びに気象に密接に関連する地面及び地中の諸現象をいう。

## 地象の例
- 地震（地動）
- 地鳴り（英語版、中国語版）
- 液状化現象
- 火山の噴火
  - 泥火山
- 地盤沈下
- 地盤の隆起と沈降